# 永遠に僕のもの
『永遠に僕のもの』（えいえんにぼくのもの、El Ángel）は、ルイス・オルテガ監督による2018年のアルゼンチン・スペインの伝記犯罪ドラマ映画。出演はロレンソ・フェロとセシリア・ロスなど。第71回カンヌ国際映画祭のある視点部門で上映された。アルゼンチンの連続殺人犯のカルロス・ロブレド・プッチの実話を基にしている。第91回アカデミー賞外国語映画賞にスペイン代表作として出品されたが、ノミネートには至らなかった。

## ストーリー
1971年、ブエノスアイレスの豪邸から物語は始まる。
悪魔のように美しい17歳の少年、カルリートスは平凡な両親の心配をよそに住居侵入や窃盗を繰り返し、嘘を平然と吐く生活を送っていた。転校先でラモンという名の不良青年に魅了され執着するようになったカルリートスはラモンに取り入り、彼の父であり窃盗犯のホセと共に３人で強盗を繰り返すようになる。犯罪者としての才覚を無邪気に発揮するカルリートスによってホセたちは大金を手に入れるが、ホセはカルリートスの欲望が果てしないことを危険視し、ラモンに対して忠告する。ラモンとカルリートスはコンビを組んで強盗稼業に精を出すが、ある事件からふたりの関係に決定的な亀裂が走り、やがてカルリートスはラモンへの想いからある行動に出てしまうのだった。

## 登場人物 / キャスト
カルロス・ロブレド・プッチ
演 -  ロレンソ・フェロ
ラモン・ペラルタ
演 - チノ・ダリン
アナ・マリア・ペラルタ
演 -  メルセデス・モラーン
ホセ・ペラルタ
演 -  ダニエル・ファネゴ
ヘクター・ロブレド・プッチ
演 -  ルイス・ニェッコ
ミゲル・プリエト
演 -  ピーター・ランサーニ
オーロラ・ロブレド・プッチ
演 -  セシリア・ロス
マリソ
演 -  マレーナ・ヴィラ

## 作品解説
1970年代に実在した連続殺人鬼カルロス・ロブレド・プッチを題材にしている。
カルロスはアルゼンチンの犯罪史上、最も凶悪と言われた連続殺人鬼であり、19歳にして1年ほどで11人を殺害した。20歳になった直後の1972年2月4日に逮捕されると、その端正な顔立ちと行った数々の犯罪から「死の天使」「黒の天使」と呼ばれるようになった。
アルゼンチンの労働者階級に生まれた彼は19歳の1971年3月15日に共犯者と共にディスコで強盗を働き逃亡中にディスコの所有者と見張り人を射殺。この事件をきっかけにありとあらゆる犯罪に手を染めていき、逮捕される1年間にも満たない間に殺人11件、殺人未遂1件、強盗17件、強姦/性的暴行1件、誘拐/窃盗が2件を行った。
共犯者であり彼の被害者の1人であるには、胸を裂き、顔を殴打して火を点けて燃やし殺すという凄惨な殺害方法をとっている。